# 5762 Wänke
(5762) Wanke, denumire internațională (5762) Wänke, este un asteroid din centura principală de asteroizi.

## Descriere
5762 Wänke este un asteroid din centura principală de asteroizi. A fost descoperit pe 2 martie 1981 la Siding Spring de Schelte J. Bus. Asteroidul prezintă o orbită caracterizată de o semiaxă mare de 2,34 ua, o excentricitate de 0,14 și o înclinație de 4,8° în raport cu ecliptica.